# Níkea
Níkea (grec: Νίκαια) és una ciutat de la part sud-oest de l'àrea urbana del Pireu, Grecia. Els carrers principals són el de Gregoris Lambrakis i el de Petrou Ralli.
Els terrenys de Níkea eren originalment agraris, on el policultiu era comú. El desenvolupament urbà va reemplaçar moltes terres de cultiu entre els anys 1930 i els anys 1950. L'àrea, com moltes altres a Grècia, deu la seva erupció de població a grec refugiats que van marxar de la costa de l'Àsia Menor després que a la guerra de 1922 l'exèrcit turc cremés Esmirna completament. Avui, la majoria del municipi és residencial. El paisatge rocós del mont Egaleu es troba al nord del municipi. El cim és al nord-est i la vall és al nord-oest. L'àrea industrial es troba al sud-oest amb la majoria dels edificis, com el port de El Pireu. La zona minera dels anys 1960 és avui un parc.

## Llocs d'interès
- Galeria Klimakia
- Centre Olímpic d'Halterofília De Níkea, utilitzat en el Jocs Olímpics d'Atenes del 2004.
- Poliesportiu Nacional Plató

## Població
| Any  | Habitants |
| ---- | --------- |
| 1981 | 90.368    |
| 1991 | 89.822    |
| 2001 | 95.798    |